# Fossato Serralta
Fossato Serralta es una localidad italiana de la provincia de Catanzaro, región de Calabria, con 614 habitantes.

## Evolución demográfica
| Gráfica de evolución demográfica de Fossato Serralta entre 1861 y 2001 |
|                                                                        |
| Fuente ISTAT - Elaboración gráfica por parte de Wikipedia              |